# Arbat (Armenia)
Arbat (in armeno Արբաթ?, traslitterato a volte anche come Arbat') è una località di 2 047 abitanti (2008) della provincia di Ararat in Armenia.